# Fluorid americičitý
Fluorid americičitý je anorganická sloučenina s chemickým vzorcem AmF4.

## Příprava
Příprava fluoridu americičitého probíhá oxidativní fluorací fluoridu americitého:
2 AmF3 + F2 → 2 AmF4

## Vlastnosti
Fluorid americičitý je narůžovělá, radioaktivní pevná látka. Krystalizuje v jednoklonné soustavě s prostorovou grupou C2/c (Číslo 15) s parametry mřížky a = 1249 pm, b = 1047 pm, c = 820 pm a β = 126,1°. Krystalová struktura fluoridu americičitého je podobná struktuře fluoridu uraničitého.